# Бребіна (Мехедінць)
Бребіна (рум. Brebina) — село у повіті Мехедінць в Румунії. Адміністративно підпорядковане місту Бая-де-Араме.
Село розташоване на відстані 266 км на захід від Бухареста, 43 км на північ від Дробета-Турну-Северина, 149 км на південний схід від Тімішоари, 109 км на північний захід від Крайови.

## Населення
За даними перепису населення 2002 року у селі проживали 356 осіб, усі — румуни. Усі жителі села рідною мовою назвали румунську.